# Erich Meng
Erich Meng (* 8. Februar 1912 in Idar; † 18. Juni 1940 bei Nancy) war ein deutscher Fußballspieler.
Er spielte für den Fußball Club Hannover 96, welcher im Jahr 1938 den Höhepunkt erreichte. Erich Meng schoss vor 100 Tausend Zuschauern gegen Schalke 04 das Siegtor, welches Hannover 96 zum Deutschen Meister 1938 krönte. Als wenige Monate später der Zweite Weltkrieg ausbrach wurde er ebenfalls in den Krieg einberufen. Schließlich starb er am 18. Juni in der Schlacht bei Nancy.

## Karriere
Meng gehörte von 1932 bis 1939 Hannover 96 an, für den er zunächst eine Spielzeit in der vom Norddeutschen Fußball-Verband ausgetragenen Meisterschaft in der Oberliga Südhannover-Braunschweig bestritt. Von 1933 an spielte er in der Gauliga Niedersachsen in einer von zunächst 16, später auf 23 aufgestockten Gauligen zur Zeit des Nationalsozialismus als einheitlich höchste Spielklasse im  Deutschen Reich. 1935 gewann er mit seiner Mannschaft die Gaumeisterschaft, die er mit seiner Mannschaft 1938 wiederholte.
Aufgrund der Erfolge nahm er an den Endrundenspielen um die Deutsche Meisterschaft teil. 1935 bestritt er fünf von sechs Spielen in der Gruppe B; trotz zehn Tore von ihm zog der FC Schalke 04, der spätere Deutsche Meister, als Gruppensieger in das Halbfinale ein.
1938 bestritt er alle sechs Spiele in der Gruppe D und kam in dem am 29. Mai in Dresden mit 3:2 n. V. gegen den Hamburger SV ausgetragenen Halbfinale zum Einsatz.
In dem am 26. Juni in Berlin gegen den FC Schalke 04 ausgetragenen Finale erzwang er mit seinem Tor zum 3:3-Ausgleich in der 87. Minute ein Wiederholungsspiel.
Dieses, am 3. Juli an gleicher Stätte ausgetragen, wurde erneut durch sein spätes Tor, dem Treffer zum 4:3 in der 117. Minute, entschieden. Kurz darauf zierte er die Titelseite des Fußballmagazins Kicker.

## Erfolge
- Deutscher Meister 1938
- Gaumeister Niedersachsen 1935, 1938

## Sonstiges
Zum Wehrdienst herangezogen, fiel er als Soldat im Zweiten Weltkrieg am 18. Juni 1940 an der Westfront.